# Трипі
Трипі (італ. Tripi, сиц. Tripi) — муніципалітет в Італії, у регіоні Сицилія,  метрополійне місто Мессіна.
Трипі розташоване на відстані близько 490 км на південний схід від Рима, 155 км на схід від Палермо, 45 км на захід від Мессіни.
Населення — 890 осіб (2014).
Покровитель — San Vincenzo martire.

## Демографія
Населення за роками:

Станом на 1 січня 2023 року в муніципалітеті офіційно проживало 37 іноземців з 9 країн, серед них 22 громадяни країн Євросоюзу.

## Сусідні муніципалітети
- Базіко
- Фальконе
- Франкавілла-ді-Сицилія
- Фурнарі
- Маццарра-Сант'Андреа
- Монтальбано-Елікона
- Новара-ді-Сицилія